# Жіночі радощі й печалі
Жіночі радощі і печалі — радянський художній фільм 1982 року, знятий на Одеській кіностудії.

## Сюжет
Йшла Німецько-радянська війна. Мар'яна Чернець, курсантка школи матросів-зв'язківців, сподобалася командиру групи Лагоді. Молоді люди полюбили один одного. Але війна розлучила їх — Лагода отримав призначення в десантний батальйон, а Мар'яна залишилася в тилу. Ненадовго зустрівшись, вони вирішили одружитися. Незабаром Лагода пішов в море і загинув у бою. А Мар'яна продовжувала воювати і вірити в перемогу.

## У ролях
- Оксана Архангельська — Мар'яна Чернець
- Володимир Віхров — Володя Лагода
- Валерій Юрченко — комбат Задеря
- Ніна Колчина-Бунь — Маруся Ушакова
- Микола Олійник — замполіт Карху
- Анатолій Рудаков — Микола Перов
- Віра Харибіна — Ліда Борисенко
- Сергій Пожогін — Анатолій Балдін
- Богдан Бенюк — Юлій Дубровін
- Ганна Гуляренко — Настя
- Маргарита Криницина — головлікар
- Микола Рушковський — адмірал
- Богдан Жолдак — Федя Пузік, морський піхотинець
- Микола Сльозка — командир радіостанції
- Віктор Панченко — інтендант
- Віктор Мірошниченко — начальник школи, капітан 2-го рангу
- Ігор Старков — старший сержант в штабі
- Анатолій Фоменко — лейтенант
- Віктор Кондратюк — черговий
- Геннадій Болотов — старшина
- Юрій Вотяков — матрос
- Леонід Яновський — лейтенант
- Микола Величко — морський піхотинець
- Рудольф Мухін — морський піхотинець
- Іван Горобець — морський піхотинець
- Тетяна Петровська — епізод
- Ірина Єрмілова — радистка
- Олег Ісаєв — епізод

## Знімальна група
- Режисер — Юрій Чорний
- Сценарист — Євген Онопрієнко
- Оператор — Микола Луканьов
- Композитор — Віктор Власов
- Художники — Енріке Родрігес, Володимир Шинкевич
- Звукооператор: Анатолій Нетребенко
- Режисер монтажу: Ельвіра Сєрова